# Ofensiva Ostrogojsk–Rossochansk
 A Ofensiva Ostrogojsk–Rossoshansk (em russo:  Острогожско-Россошанская операция) foi uma ofensiva soviética da Frente de Voronej contra o 2º Exército Húngaro e parte do 8º Exército Italiano, no teatro oriental da Segunda Guerra Mundial. A ofensiva é mais conhecida como parte da Operação Pequeno Saturno, feita em apoio ao cerco de Stalingrado. A ofensiva foi apoiada do sul pelo flanco direito do 6º Exército soviético e pelo 3º Exército de Tanques de Pavel Ribalko. 

## Leitura complementar
- Голиков Ф. И. Острогожско-Россошанская операция , Военно-исторический журнал , 1973, № 1. (em russo)
- Thomas Schlemmer (Hrsg.  ): Die Italiener an der Ostfront 1942/43: Dokumente zu Mussolinis Krieggegen die Sowjetunion (übersetzt von Georg Kuck).  München, Oldenbourg, 2005, 291 páginas, Literaturverz.  S. [275] - 283.  Schriftenreihe der Vierteljahrshefte für Zeitgeschichte 91, ISBN 3-486-57847-2. (em alemão)
- VP Morozov: Westlich von Woronesh: Kurzer militärhistorischer Abrü der der ... , veröffentlicht 1959, Verlag des Ministeriums für Nationale Verteidigung, 202 páginas. (em alemão)
- Alessandro Massignani: Alpini e Tedeschi sul Don.  Edizioni Gino Rossato, Novale-Valdagno (Vicenza) 1991. (em italiano)
- Mario Rigoni Stern: Ritorno sul Don. Einaudi: 1973, Edizione collana Nuovi Coralli, ISBN 88-06-38026-5. (em italiano)